# Хищна птица
„Хищна птица“ е българо-американски игрален филм (трилър) от 1995 година на режисьора Темистъклис Лопес, по сценарий на Боян Милушев и Джеймс Мелон. Оператор е Дейвид Кнаус. Музиката във филма е композирана от Браян Клифтън.

## Актьорски състав
Роли във филма изпълняват актьорите:
- Дженифър Тили – Кайли Грифит
- Боян Милушев – Николай
- Ричард Чембърлейн – Джонатан Грифит
- Мариана Димитрова – Майката на Николай
- Антоний Генов – Димитров
- Максим Генчев – Стравински
- Николай Хаджиминев – Бащата на Николай
- Явор Милушев – Шефът на полицията
- Димитрина Савова – Анастасия
- Иван Танев – Наркодилър
- Нели Топалова – Надя